# Reprezentacja Kazachstanu w koszykówce mężczyzn
Reprezentacja Kazachstanu w koszykówce mężczyzn – drużyna, która reprezentuje Kazachstan w koszykówce mężczyzn. Za jej funkcjonowanie odpowiedzialny jest Kazachski Związek Koszykówki (KBF).
Nigdy nie zakwalifikowała się do udziału w igrzyskach olimpijskich oraz mistrzostwach świata. 
Sześciokrotnie brała udział w mistrzostwach Azji, jednak nigdy nie zdobyła medalu tej imprezy. W 2007 roku zajęła najlepsze w historii, 4. miejsce.

## Udział w imprezach międzynarodowych
- Mistrzostwa Azji
  - 1995 – 5. miejsce
  - 1997 – 13. miejsce
  - 2003 – 7. miejsce
  - 2005 – 10. miejsce
  - 2007 – 4. miejsce
  - 2009 – 9. miejsce
  - 2013 – 8. miejsce